# Booby Island (Saint Kitts en Nevis)

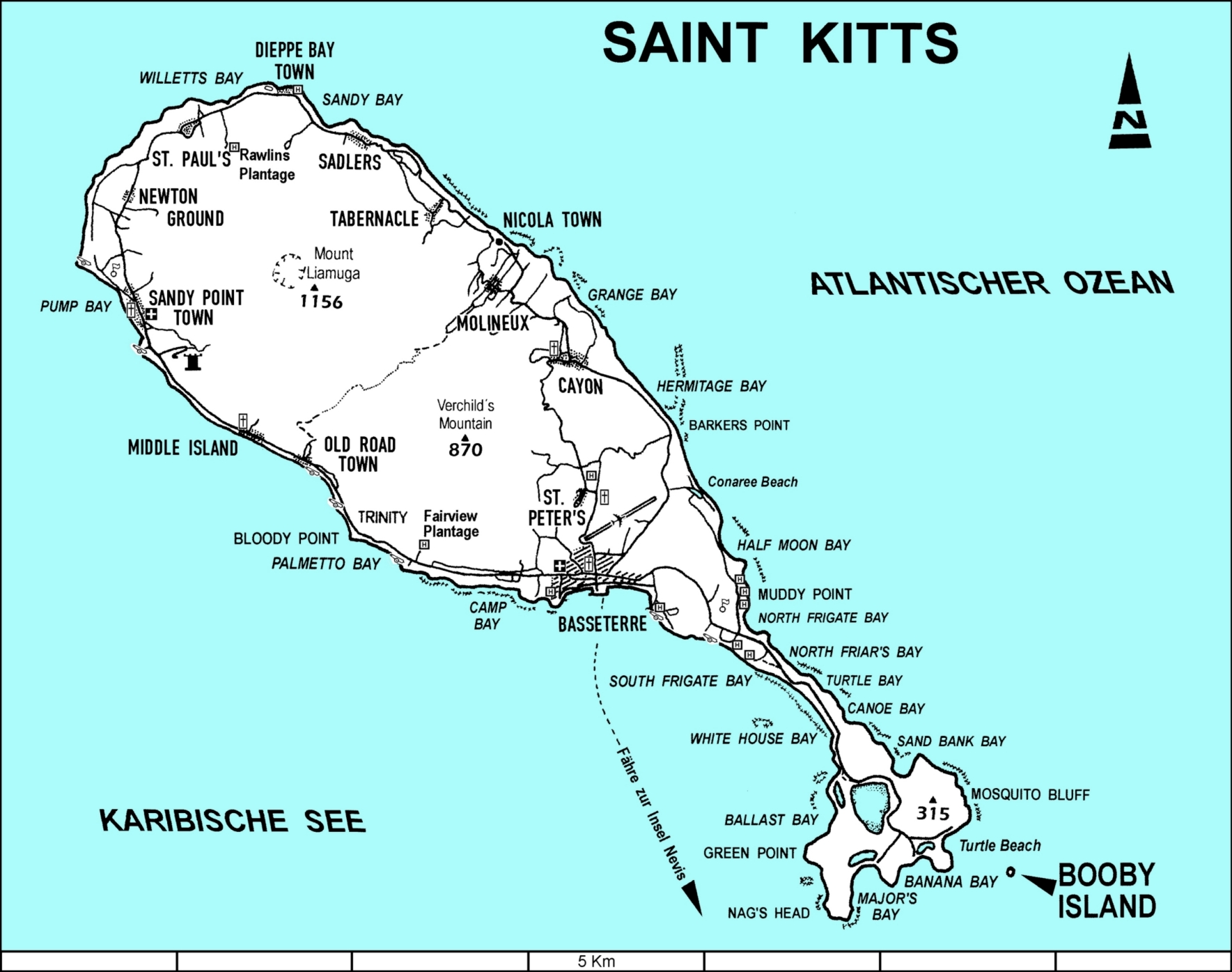
Kaart van Saint Kitts. Booby Island ligt rechtsonder

Booby Island is een rotspunt in het midden van de zeestraat The Narrows in Saint Kitts en Nevis. Het eiland is onbewoond en ongeveer 1 hectare groot. Het is vernoemd naar de bruine gent die in het Engels booby heet.
Booby Island bestaat uit een steile heuvel, omringd door scherpe rotsen, waardoor het eiland moeilijk toegankelijk is per boot. Het eiland is dicht begroeid met struikgewas.

## Booby Island Regatta
Sinds 1992 organiseert de Nevis Aquatic and Sailing Center de Booby Island Regatta, een race voor boten, die in de eerste weekend van mei wordt gehouden. De organisatie wilde niet concurreren met naburige regatta's als Antigua Sailing Week en de Sint Maarten Heineken Regatta, en organiseert een race waarin iedereen mag deelnemen en alle boten zijn toegestaan. Voor de jeugd is er een leeftijdklasse tot 14 jaar. De regatta duurt twee of drie dagen afhankelijk van het aantal deelnemers en het weer. De twee belangrijkste onderdelen zijn:
- Round de Rock: De deelnemers moeten om het eiland Nevis varen.
- The Booby Island Cup race: De afsluitende race is een achtervolging door The Narrows en rond Booby Island.